# Ivan Čebul
Ivan Čebul, tudi Janez Čebul, slovenski rimskokatoliški duhovnik in misijonar v Združenih državah Amerike, * 13. oktober 1832, Velesovo, † 3. avgust 1898, Garden Bay, ZDA. 

## Življenje in delo
Rodil se je očetu Martinu in materi Urši (rojena Globočnik). Po končani gimnaziji in bogoslovju v Ljubljani, kjer je bil  3. novembra 1855 tudi posvečen je bil kaplan v Poljanah in Kranju. Že kot semeniščnik se je seznanil s škofom Friderikom Barago, ki ga je vabil v ZDA, kamor je odšel 1859 in takoj začel delati v raznih misijonskih postajah v Wisconsinu, Michiganu. Obnovil in postavil je več cerkva. Ker so bile številne misijonske postaje raztresene daleč vsaka sebi je v izvrševanju mašniških dolžnosti postal občudovanja vreden pešec, ki je dostikrat prehodil tudi 60–70 milj na dan. Zaradi bolezni na očeh, pridobljene po zakajenih indijanskih kočah in v ostrih severnih zimah, je 1878 odšel v Francijo, kjer je postal župnik na neki fari v versaillski škofiji. Leta 1882 se je vrnil v Michigan in deloval na številnih misijonskih postajah. Deloval je na številnih misijonskih postajah: St. Ignace, Calumet, Manistique, Ironwood idr. Obiskal je tudi Egipt. Pokopan je v St. Ignace.
Kakor vsi misijonarji se tudi Čebul ni mogel ustaliti na enem kraju; kjer pa je bil, so ga njegova osebnost in njegove vrline prikupile vsem. Bil je dober glasbenik in govornik; med njegovimi ohranjenimi zapiski so tudi osnutki predavanj, ki jih je imel v nekem pariškem klubu. Govoril je angleško, francosko, nemško, več indijanskih narečij, petero slovanskih jezikov, arabsko, latinsko in grško. Pisal je pesmi v angleščini in več drugih jezikih. Bil je tudi mirovni sodnik na eni svojih misijonskih postaj ob Gornjem jezeru (Lake Superior).